# Afire Love
"Afire Love" es una canción por el cantautor Ed Sheeran, con producción del miembro de Snow Patrol, Johnny McDaid. La canción fue lanzada por iTunes el 16 de junio de 2014, como el tercero de siete sencillos promocionales de su segundo álbum de estudio, x. Entró al UK Singles Chart, con el número 71 y llegó al número 59.

## Canción y lanzamiento
La canción trata de su abuelo fallecido, que sufrió de la Enfermedad de Alzheimer. Murió semanas después que Sheeran empezó a escribir la canción, así que la canción fue escrita según los acontecimientos y discute la reacción de Ed a la enfermedad como un niño hasta el funeral de su abuelo (en donde Sheeran terminó escribiendo la canción). 

## Listas
| Chart (2014)                         | Peak position |
| ------------------------------------ | ------------- |
| Bélgica (Flandes) (Ultratop 50)      | 46            |
| Bélgica (Valonia) (Ultratop 50)      | 44            |
| Canadá (Canadian Hot 100)            | 41            |
| Dinamarca (Tracklisten)              | 5             |
| Francia (SNEP)                       | 37            |
| Irlanda (Ireland Digital Songs)      | 2             |
| Países Bajos (Mega Single Top 100)   | 38            |
| Portugal (Portugal Digital Songs)    | 9             |
| España (Top 100 Canciones)           | 40            |
| Suiza(Sweden Digital Songs)          | 5             |
| UK Singles (Official Charts Company) | 59            |
| Estados Unidos (Billboard Hot 100)   | 37            |